# EHF-Pokal 2010/11
Am EHF-Pokal 2010/11 nahmen 49 Handball-Vereinsmannschaften teil, die sich in der vorangegangenen Saison in ihren Heimatländern für den Wettbewerb qualifiziert hatten. Es war die 30. Austragung des EHF-Pokals. Die Pokalspiele begannen am 4. September 2010, das Rückrundenfinale fand am 22. Mai 2011 statt. Titelverteidiger war der deutsche Verein TBV Lemgo. Der Titelgewinner in der Saison war der deutsche Verein Frisch Auf Göppingen.

## Runde 1
Es nahmen 14 Mannschaften, die sich vorher für den Wettbewerb qualifiziert hatten, teil.

Die Auslosung der 1. Runde fand am 27. Juli 2010 um 11:00 Uhr (UTC+2) in Wien statt.

Die Hinspiele fanden am 3./4./5./10. September 2010 statt. Die Rückspiele fanden am 5./6./11./12. September 2010 statt.

### Qualifizierte Teams
| Topf 1: - Handball Esch - "GSAU-Tbilisi" Tbilisi - S.P.E. Strovolos - KH Kastrioti - MSK Hlohovec - Neistin - United HC Tongeren | Topf 2: - Hapoel Rishon le Zion - RK Metaloplastika Zorka K. - Teknoelektronica Teramo - A.C. Filippos Verias - HC Dukla Praha - HB Dudelange - A.C. "Latsia" K. Asfalistiki |

### Ausgeloste Spiele und Ergebnisse
| Mannschaft 1                           | Mannschaft 2                         | Hinspiel             | Rückspiel            | Gesamt  |
| -------------------------------------- | ------------------------------------ | -------------------- | -------------------- | ------- |
| MSK Hlohovec Strapko 11                | HC Dukla Praha Kotrc 10              | 04.09. Sa. 18:00 Uhr | 12.09. So. 16:30 Uhr | 45 : 50 |
| MSK Hlohovec Strapko 11                | HC Dukla Praha Kotrc 10              | 22 : 18 (10 : 10)    | 23 : 32 (09 : 17)    | 45 : 50 |
| MSK Hlohovec Strapko 11                | HC Dukla Praha Kotrc 10              | 1.100 Zuschauer      | 450 Zuschauer        | 45 : 50 |
| United HC Tongeren Bourlet 15          | Teknoelektronica Teramo Di Leo 10    | 04.09. Sa. 20:15 Uhr | 11.09. Sa. 19:00 Uhr | 69 : 40 |
| United HC Tongeren Bourlet 15          | Teknoelektronica Teramo Di Leo 10    | 36 : 21 (17 : 09)    | 33 : 19 (18 : 08)    | 69 : 40 |
| United HC Tongeren Bourlet 15          | Teknoelektronica Teramo Di Leo 10    | 400 Zuschauer        | 150 Zuschauer        | 69 : 40 |
| RK Metaloplastika Zorka Dragas 16      | Neistin Hansson 13                   | 03.09. Fr. 19:30 Uhr | 05.09. So. 10:00 Uhr | 71 : 55 |
| RK Metaloplastika Zorka Dragas 16      | Neistin Hansson 13                   | 37 : 25 (21 : 11)    | 34 : 30 (16 : 13)    | 71 : 55 |
| RK Metaloplastika Zorka Dragas 16      | Neistin Hansson 13                   | 800 Zuschauer        | 350 Zuschauer        | 71 : 55 |
| HB Dudelange Poeckes 14                | KH Kastrioti Dobroshi 12             | 04.09. Sa. 20:00 Uhr | 11.09. Sa. 20:00 Uhr | 58 : 40 |
| HB Dudelange Poeckes 14                | KH Kastrioti Dobroshi 12             | 30 : 17 (13 : 04)    | 28 : 23 (13 : 11)    | 58 : 40 |
| HB Dudelange Poeckes 14                | KH Kastrioti Dobroshi 12             | 400 Zuschauer        | 1.500 Zuschauer      | 58 : 40 |
| A.C. "Latsia" K. Asfalistiki Kobakov 9 | S.P.E. Strovolos Papakyprianou 14    | 10.09. Fr. 20:00 Uhr | 11.09. Sa. 19:00 Uhr | 35 : 66 |
| A.C. "Latsia" K. Asfalistiki Kobakov 9 | S.P.E. Strovolos Papakyprianou 14    | 19 : 28 (10 : 13)    | 16 : 38 (09 : 17)    | 35 : 66 |
| A.C. "Latsia" K. Asfalistiki Kobakov 9 | S.P.E. Strovolos Papakyprianou 14    | 200 Zuschauer        | 100 Zuschauer        | 35 : 66 |
| A.C. Filippos Verias Papadopoulos 16   | Handball Esch Muller 16              | 10.09. Fr. 20:30 Uhr | 11.09. Sa. 18:00 Uhr | 55 : 61 |
| A.C. Filippos Verias Papadopoulos 16   | Handball Esch Muller 16              | 25 : 28 (-- : --)    | 30 : 33 (17 : 16)    | 55 : 61 |
| A.C. Filippos Verias Papadopoulos 16   | Handball Esch Muller 16              | -.--- Zuschauer      | 400 Zuschauer        | 55 : 61 |
| Hapoel Rishon le Zion Doroshchuk 14    | "GSAU-Tbilisi" Tbilisi Kalandadze 22 | 05.09. So. 19:00 Uhr | 06.09. Mo. 20:00 Uhr | 92 : 56 |
| Hapoel Rishon le Zion Doroshchuk 14    | "GSAU-Tbilisi" Tbilisi Kalandadze 22 | 50 : 32 (24 : 17)    | 42 : 24 (18 : 13)    | 92 : 56 |
| Hapoel Rishon le Zion Doroshchuk 14    | "GSAU-Tbilisi" Tbilisi Kalandadze 22 | 400 Zuschauer        | 350 Zuschauer        | 92 : 56 |

## Runde 2
Es nahmen die 7 Sieger der 1. Runde, die 6 Verlierer der EHF Champions League Qualifikation Gruppe 1&2 und die 19 Mannschaften, die sich vorher für den Wettbewerb qualifiziert hatten, teil.

Die Auslosung der 2. Runde fand am 27. Juli 2010 um 11:00 Uhr (UTC+2) in Wien statt.

Die Hinspiele fanden am 2./3./8./9. Oktober 2010 statt. Die Rückspiele fanden am 3./9./10. Oktober 2010 statt.

### Qualifizierte Teams
| Topf 1: - A1 Bregenz (2. CL QualiGruppe 1) - FC Porto/Vitalis (2. CL QualiGruppe 2) - Beşiktaş JK (3. CL QualiGruppe 1) - ZTR Saporischschja (3. CL QualiGruppe 2) - Drammen HK (4. CL QualiGruppe 1) - HC Metalurg (4. CL QualiGruppe 2) - HC Portovik - RK Nexe Nasice - Haukar - Maccabi Rishon le Zion - RK "Crvena Zvezda" - H.C. "Pelister 08" - Aon Fivers - Alingsas HK - HC "Doburdja" - B.B. Ankara Spor | Topf 2: - Energia L. P. Targu-Jiu - H.C. Conversano - HC Meskov Brest - Pölva Serviti - RK "Borac m:tel" Banja Luka - Fyllingen Bergen - HV KRAS/Volendam - AC Paok - HC Gumarny Zubri - Handball Esch (Sieger 1. Runde) - S.P.E. Strovolos (Sieger 1. Runde) - United HC Tongeren (Sieger 1. Runde) - Hapoel Rishon le Zion (Sieger 1. Runde) - RK Metaloplastika Zorka (Sieger 1. Runde) - HC Dukla Praha (Sieger 1. Runde) - HB Dudelange (Sieger 1. Runde) |

### Ausgeloste Spiele und Ergebnisse
| Mannschaft 1                         | Mannschaft 2                         | Hinspiel             | Rückspiel            | Gesamt  |
| ------------------------------------ | ------------------------------------ | -------------------- | -------------------- | ------- |
| RK "Crvena Zvezda" Trivundza 13      | United HC Tongeren Dimitroski 15     | 02.10. Sa. 20:15 Uhr | 03.10. So. 15:30 Uhr | 49 : 48 |
| RK "Crvena Zvezda" Trivundza 13      | United HC Tongeren Dimitroski 15     | 25 : 23 (12 : 11)    | 24 : 25 (12 : 15)    | 49 : 48 |
| RK "Crvena Zvezda" Trivundza 13      | United HC Tongeren Dimitroski 15     | 500 Zuschauer        | 500 Zuschauer        | 49 : 48 |
| HC "Doburdja" Kolev 12               | Handball Esch Schroeder 14           | 09.10. Sa. 20:30 Uhr | 10.10. So. 19:30 Uhr | 52 : 65 |
| HC "Doburdja" Kolev 12               | Handball Esch Schroeder 14           | 27 : 29 (13 : 12)    | 25 : 36 (11 : 19)    | 52 : 65 |
| HC "Doburdja" Kolev 12               | Handball Esch Schroeder 14           | 500 Zuschauer        | 500 Zuschauer        | 52 : 65 |
| HB Dudelange Ameddah 10              | H.C. "Pelister 08" Dimitrovski 10    | 03.10. So. 18:00 Uhr | 09.10. Sa. 18:00 Uhr | 42 : 43 |
| HB Dudelange Ameddah 10              | H.C. "Pelister 08" Dimitrovski 10    | 20 : 17 (09 : 09)    | 22 : 26 (10 : 10)    | 42 : 43 |
| HB Dudelange Ameddah 10              | H.C. "Pelister 08" Dimitrovski 10    | 400 Zuschauer        | 2.000 Zuschauer      | 42 : 43 |
| RK Metaloplastika Zorka Milosevic 12 | Aon Fivers Kirveliavicius 17         | 02.10. Sa. 18:30 Uhr | 09.10. Sa. 19:30 Uhr | 53 : 52 |
| RK Metaloplastika Zorka Milosevic 12 | Aon Fivers Kirveliavicius 17         | 31 : 25 (19 : 13)    | 22 : 27 (11 : 13)    | 53 : 52 |
| RK Metaloplastika Zorka Milosevic 12 | Aon Fivers Kirveliavicius 17         | 2.700 Zuschauer      | 500 Zuschauer        | 53 : 52 |
| H.C. Conversano Marrochi 16          | Haukar Olafsson 19                   | 02.10. Sa. 16:00 Uhr | 03.10. So. 18:00 Uhr | 57 : 73 |
| H.C. Conversano Marrochi 16          | Haukar Olafsson 19                   | 30 : 33 (13 : 16)    | 27 : 40 (14 : 17)    | 57 : 73 |
| H.C. Conversano Marrochi 16          | Haukar Olafsson 19                   | 500 Zuschauer        | 500 Zuschauer        | 57 : 73 |
| Alingsas HK Bernhardsson 10          | Fyllingen Bergen Tangen 9            | 02.10. Sa. 17:00 Uhr | 09.10. Sa. 18:00 Uhr | 54 : 48 |
| Alingsas HK Bernhardsson 10          | Fyllingen Bergen Tangen 9            | 28 : 25 (13 : 12)    | 26 : 23 (12 : 10)    | 54 : 48 |
| Alingsas HK Bernhardsson 10          | Fyllingen Bergen Tangen 9            | 400 Zuschauer        | 400 Zuschauer        | 54 : 48 |
| HV KRAS/Volendam Dörenkämper 12      | Maccabi Rishon le Zion Avraham 13    | 02.10. Sa. 19:00 Uhr | 09.10. Sa. 18:30 Uhr | 60 : 58 |
| HV KRAS/Volendam Dörenkämper 12      | Maccabi Rishon le Zion Avraham 13    | 30 : 26 (13 : 14)    | 30 : 32 (14 : 16)    | 60 : 58 |
| HV KRAS/Volendam Dörenkämper 12      | Maccabi Rishon le Zion Avraham 13    | 700 Zuschauer        | 600 Zuschauer        | 60 : 58 |
| RK Nexe Nasice Kević 13              | HC Dukla Praha Krupa 12              | 02.10. Sa. 19:00 Uhr | 10.10. So. 16:30 Uhr | 64 : 53 |
| RK Nexe Nasice Kević 13              | HC Dukla Praha Krupa 12              | 33 : 23 (17 : 15)    | 31 : 30 (15 : 12)    | 64 : 53 |
| RK Nexe Nasice Kević 13              | HC Dukla Praha Krupa 12              | 800 Zuschauer        | 500 Zuschauer        | 64 : 53 |
| HC Portovik Mankovsky 13             | Hapoel Rishon le Zion Maimon 11      | 08.10. Fr. 17:00 Uhr | 09.10. Sa. 20:00 Uhr | 60 : 65 |
| HC Portovik Mankovsky 13             | Hapoel Rishon le Zion Maimon 11      | 29 : 27 (16 : 14)    | 31 : 38 (15 : 22)    | 60 : 65 |
| HC Portovik Mankovsky 13             | Hapoel Rishon le Zion Maimon 11      | 400 Zuschauer        | 400 Zuschauer        | 60 : 65 |
| Beşiktaş JK Döne 20                  | Pölva Serviti Ternovoy 22            | 03.10. So. 16:00 Uhr | 09.10. Sa. 18:00 Uhr | 61 : 56 |
| Beşiktaş JK Döne 20                  | Pölva Serviti Ternovoy 22            | 35 : 28 (19 : 15)    | 26 : 28 (12 : 11)    | 61 : 56 |
| Beşiktaş JK Döne 20                  | Pölva Serviti Ternovoy 22            | 600 Zuschauer        | 600 Zuschauer        | 61 : 56 |
| Drammen HK Lislerud Hansen 17        | HC Gumarny Zubri Hrstka 19           | 02.10. Sa. 16:00 Uhr | 09.10. Sa. 20:00 Uhr | 73 : 70 |
| Drammen HK Lislerud Hansen 17        | HC Gumarny Zubri Hrstka 19           | 44 : 36 (25 : 15)    | 29 : 34 (17 : 16)    | 73 : 70 |
| Drammen HK Lislerud Hansen 17        | HC Gumarny Zubri Hrstka 19           | 500 Zuschauer        | 800 Zuschauer        | 73 : 70 |
| Energia L. P. Targu-Jiu Florea 11    | FC Porto/Vitalis Davyes 10           | 02.10. Sa. 18:00 Uhr | 09.10. Sa. 15:00 Uhr | 44 : 56 |
| Energia L. P. Targu-Jiu Florea 11    | FC Porto/Vitalis Davyes 10           | 25 : 28 (11 : 15)    | 19 : 28 (09 : 13)    | 44 : 56 |
| Energia L. P. Targu-Jiu Florea 11    | FC Porto/Vitalis Davyes 10           | 800 Zuschauer        | 800 Zuschauer        | 44 : 56 |
| AC Paok Mitrovic 13                  | A1 Bregenz Watzl 11                  | 02.10. Sa. 18:00 Uhr | 09.10. Sa. 19:00 Uhr | 47 : 58 |
| AC Paok Mitrovic 13                  | A1 Bregenz Watzl 11                  | 23 : 31 (13 : 16)    | 24 : 27 (10 : 11)    | 47 : 58 |
| AC Paok Mitrovic 13                  | A1 Bregenz Watzl 11                  | 400 Zuschauer        | 1.200 Zuschauer      | 47 : 58 |
| HC Meskov Brest Kaliasniou 9         | HC Metalurg Mojsovski 14             | 02.10. Sa. 17:00 Uhr | 09.10. Sa. 18:00 Uhr | 51 : 55 |
| HC Meskov Brest Kaliasniou 9         | HC Metalurg Mojsovski 14             | 28 : 23 (14 : 12)    | 23 : 32 (13 : 14)    | 51 : 55 |
| HC Meskov Brest Kaliasniou 9         | HC Metalurg Mojsovski 14             | 3.000 Zuschauer      | 1.000 Zuschauer      | 51 : 55 |
| B.B. Ankara Spor Saline 10           | RK "Borac m:tel" Banja Luka Melic 13 | 03.10. So. 16:00 Uhr | 09.10. Sa. 20:15 Uhr | 54 : 63 |
| B.B. Ankara Spor Saline 10           | RK "Borac m:tel" Banja Luka Melic 13 | 31 : 24 (21 : 14)    | 23 : 39 (13 : 14)    | 54 : 63 |
| B.B. Ankara Spor Saline 10           | RK "Borac m:tel" Banja Luka Melic 13 | 200 Zuschauer        | 2.200 Zuschauer      | 54 : 63 |
| S.P.E. Strovolos Papakyprianou 13    | ZTR Saporischschja Stezjura 11       | 02.10. Sa. 18:00 Uhr | 10.10. So. 17:00 Uhr | 42 : 55 |
| S.P.E. Strovolos Papakyprianou 13    | ZTR Saporischschja Stezjura 11       | 25 : 28 (11 : 11)    | 17 : 27 (05 : 11)    | 42 : 55 |
| S.P.E. Strovolos Papakyprianou 13    | ZTR Saporischschja Stezjura 11       | 300 Zuschauer        | 1.000 Zuschauer      | 42 : 55 |

## Runde 3
Es nahmen die 16 Sieger der 2. Runde, die 3 Verlierer der EHF Champions League Qualifikation Gruppe W und die 13 Mannschaften, die sich vorher für den Wettbewerb qualifiziert hatten, teil.

Die Auslosung der 3. Runde fand am 12. Oktober 2010 um 11:00 Uhr (UTC+2) in Wien statt.

Die Hinspiele fanden am 20./21./26./27. November 2010 statt. Die Rückspiele fanden am 21./27./28. November 2010 statt.

### Qualifizierte Teams
| Topf 1: - TBV Lemgo (Titelverteidiger) - BSV Bjerringbro Silkeborg (2. CL QualiGruppe W) - Ademar León (3. CL QualiGruppe W) - RK Velenje (4. CL QualiGruppe W) - Frisch Auf Göppingen - Naturhouse La Rioja - Nordsjælland Håndbold - St. Raphael Var Handball - Zarya Kaspiya - GC Amicitia Zürich - Tatabánya Carbonex KC - TV Grosswallstadt - US Ivry Handball - SKIF-Krasnodar - Dunaferr SE - Madeira Andebol SAD | Topf 2: - A1 Bregenz (Sieger 2. Runde) - FC Porto/Vitalis (Sieger 2. Runde) - Beşiktaş JK (Sieger 2. Runde) - ZTR Saporischschja (Sieger 2. Runde) - Drammen HK (Sieger 2. Runde) - HC Metalurg (Sieger 2. Runde) - RK Nexe Nasice (Sieger 2. Runde) - Haukar (Sieger 2. Runde) - RK "Crvena Zvezda" (Sieger 2. Runde) - H.C. "Pelister 08" (Sieger 2. Runde) - Alingsas HK (Sieger 2. Runde) - RK "Borac m:tel" Banja Luka (Sieger 2. Runde) - HV KRAS/Volendam (Sieger 2. Runde) - Handball Esch (Sieger 2. Runde) - Hapoel Rishon le Zion (Sieger 2. Runde) - RK Metaloplastika Zorka (Sieger 2. Runde) |

### Ausgeloste Spiele und Ergebnisse
| Mannschaft 1                               | Mannschaft 2                           | Hinspiel             | Rückspiel            | Gesamt  |
| ------------------------------------------ | -------------------------------------- | -------------------- | -------------------- | ------- |
| Naturhouse La Rioja Juarez Minguez 19      | RK Metaloplastika Zorka Malencic 17    | 27.11. Sa. 20:00 Uhr | 28.11. So. 19:00 Uhr | 65 : 61 |
| Naturhouse La Rioja Juarez Minguez 19      | RK Metaloplastika Zorka Malencic 17    | 35 : 33 (20 : 18)    | 30 : 28 (11 : 16)    | 65 : 61 |
| Naturhouse La Rioja Juarez Minguez 19      | RK Metaloplastika Zorka Malencic 17    | 1.500 Zuschauer      | 2.000 Zuschauer      | 65 : 61 |
| H.C. "Pelister 08" Dimitrovski 10          | Ademar León Martins da Costa 10        | 20.11. Sa. 18:00 Uhr | 27.11. Sa. 18:00 Uhr | 44 : 59 |
| H.C. "Pelister 08" Dimitrovski 10          | Ademar León Martins da Costa 10        | 22 : 25 (11 : 13)    | 22 : 34 (09 : 19)    | 44 : 59 |
| H.C. "Pelister 08" Dimitrovski 10          | Ademar León Martins da Costa 10        | 4.000 Zuschauer      | 2.500 Zuschauer      | 44 : 59 |
| Handball Esch Schroeder 15                 | GC Amicitia Zürich Egger 13            | 27.11. Sa. 18:00 Uhr | 28.11. So. 15:00 Uhr | 51 : 72 |
| Handball Esch Schroeder 15                 | GC Amicitia Zürich Egger 13            | 25 : 34 (12 : 12)    | 26 : 38 (13 : 19)    | 51 : 72 |
| Handball Esch Schroeder 15                 | GC Amicitia Zürich Egger 13            | 400 Zuschauer        | 300 Zuschauer        | 51 : 72 |
| ZTR Saporischschja Stezjura 10             | St. Raphael Var Handball Caucheteux 17 | 21.11. So. 18:00 Uhr | 27.11. Sa. 20:00 Uhr | 45 : 50 |
| ZTR Saporischschja Stezjura 10             | St. Raphael Var Handball Caucheteux 17 | 24 : 25 (12 : 13)    | 21 : 25 (10 : 14)    | 45 : 50 |
| ZTR Saporischschja Stezjura 10             | St. Raphael Var Handball Caucheteux 17 | 2.000 Zuschauer      | 2.000 Zuschauer      | 45 : 50 |
| TV Grosswallstadt Spatz 13                 | Haukar Brynjarsson 7                   | 20.11. Sa. 19:00 Uhr | 27.11. Sa. 17:00 Uhr | 54 : 41 |
| TV Grosswallstadt Spatz 13                 | Haukar Brynjarsson 7                   | 26 : 24 (12 : 13)    | 28 : 17 (14 : 06)    | 54 : 41 |
| TV Grosswallstadt Spatz 13                 | Haukar Brynjarsson 7                   | 1.600 Zuschauer      | 1.700 Zuschauer      | 54 : 41 |
| TBV Lemgo (TV) Preiß 15                    | HV KRAS/Volendam Adams 11              | 21.11. So. 18:00 Uhr | 28.11. So. 14:00 Uhr | 86 : 51 |
| TBV Lemgo (TV) Preiß 15                    | HV KRAS/Volendam Adams 11              | 45 : 29 (23 : 16)    | 41 : 22 (23 : 09)    | 86 : 51 |
| TBV Lemgo (TV) Preiß 15                    | HV KRAS/Volendam Adams 11              | 2.800 Zuschauer      | 600 Zuschauer        | 86 : 51 |
| Alingsas HK Sjöstrand 7                    | Frisch Auf Göppingen Oprea 14          | 21.11. So. 17:00 Uhr | 28.11. So. 17:30 Uhr | 51 : 71 |
| Alingsas HK Sjöstrand 7                    | Frisch Auf Göppingen Oprea 14          | 25 : 33 (09 : 16)    | 26 : 38 (11 : 16)    | 51 : 71 |
| Alingsas HK Sjöstrand 7                    | Frisch Auf Göppingen Oprea 14          | 500 Zuschauer        | 2.900 Zuschauer      | 51 : 71 |
| Hapoel Rishon le Zion Doroshchuk 13        | Nordsjælland Håndbold Bramming 15      | 20.11. Sa. 19:00 Uhr | 21.11. So. 19:30 Uhr | 53 : 68 |
| Hapoel Rishon le Zion Doroshchuk 13        | Nordsjælland Håndbold Bramming 15      | 31 : 36 (13 : 16)    | 22 : 32 (13 : 17)    | 53 : 68 |
| Hapoel Rishon le Zion Doroshchuk 13        | Nordsjælland Håndbold Bramming 15      | 1.000 Zuschauer      | 700 Zuschauer        | 53 : 68 |
| Zarya Kaspiya Slachtchev 13                | Beşiktaş JK Ladyko 10                  | 20.11. Sa. 17:00 Uhr | 27.11. Sa. 16:00 Uhr | 52 : 54 |
| Zarya Kaspiya Slachtchev 13                | Beşiktaş JK Ladyko 10                  | 26 : 23 (14 : 09)    | 26 : 31 (12 : 15)    | 52 : 54 |
| Zarya Kaspiya Slachtchev 13                | Beşiktaş JK Ladyko 10                  | 3.500 Zuschauer      | 500 Zuschauer        | 52 : 54 |
| RK Velenje Manojlović 13                   | RK Nexe Nasice Markotic 9              | 21.11. So. 19:00 Uhr | 27.11. Sa. 19:00 Uhr | 61 : 56 |
| RK Velenje Manojlović 13                   | RK Nexe Nasice Markotic 9              | 33 : 24 (18 : 14)    | 28 : 32 (14 : 16)    | 61 : 56 |
| RK Velenje Manojlović 13                   | RK Nexe Nasice Markotic 9              | 1.400 Zuschauer      | 1.000 Zuschauer      | 61 : 56 |
| Dunaferr SE Szeles 11                      | FC Porto/Vitalis Rocha 12              | 26.11. Fr. 19:30 Uhr | 28.11. So. 17:00 Uhr | 49 : 73 |
| Dunaferr SE Szeles 11                      | FC Porto/Vitalis Rocha 12              | 27 : 37 (11 : 20)    | 22 : 36 (05 : 16)    | 49 : 73 |
| Dunaferr SE Szeles 11                      | FC Porto/Vitalis Rocha 12              | 600 Zuschauer        | 700 Zuschauer        | 49 : 73 |
| Madeira SAD Ferraz 13                      | A1 Bregenz Posch 15                    | 21.11. So. 17:00 Uhr | 27.11. Sa. 19:00 Uhr | 57 : 63 |
| Madeira SAD Ferraz 13                      | A1 Bregenz Posch 15                    | 31 : 30 (16 : 16)    | 26 : 33 (15 : 19)    | 57 : 63 |
| Madeira SAD Ferraz 13                      | A1 Bregenz Posch 15                    | 500 Zuschauer        | 1.600 Zuschauer      | 57 : 63 |
| RK "Borac m:tel" Banja Luka Melic 10       | Tatabánya Carbonex KC Halasz 14        | 20.11. Sa. 20:15 Uhr | 27.11. Sa. 18:00 Uhr | 44 : 54 |
| RK "Borac m:tel" Banja Luka Melic 10       | Tatabánya Carbonex KC Halasz 14        | 23 : 25 (11 : 12)    | 21 : 29 (11 : 13)    | 44 : 54 |
| RK "Borac m:tel" Banja Luka Melic 10       | Tatabánya Carbonex KC Halasz 14        | 3.000 Zuschauer      | 1.000 Zuschauer      | 44 : 54 |
| SKIF-Krasnodar Dryapochko 20               | RK "Crvena Zvezda" Zivkovic 14         | 21.11. So. 14:00 Uhr | 28.11. So. 16:30 Uhr | 66 : 65 |
| SKIF-Krasnodar Dryapochko 20               | RK "Crvena Zvezda" Zivkovic 14         | 38 : 30 (17 : 20)    | 28 : 35 (12 : 17)    | 66 : 65 |
| SKIF-Krasnodar Dryapochko 20               | RK "Crvena Zvezda" Zivkovic 14         | 1.500 Zuschauer      | 500 Zuschauer        | 66 : 65 |
| BSV Bjerringbro Silkeborg Lauge Schmidt 13 | Drammen HK Hansen 12                   | 21.11. So. 18:00 Uhr | 28.11. So. 18:00 Uhr | 69 : 49 |
| BSV Bjerringbro Silkeborg Lauge Schmidt 13 | Drammen HK Hansen 12                   | 38 : 28 (19 : 14)    | 31 : 21 (17 : 10)    | 69 : 49 |
| BSV Bjerringbro Silkeborg Lauge Schmidt 13 | Drammen HK Hansen 12                   | 1.600 Zuschauer      | 300 Zuschauer        | 69 : 49 |
| HC Metalurg Mojsovski 22                   | US Ivry Handball Ruiz 8                | 20.11. Sa. 18:00 Uhr | 27.11. Sa. 20:00 Uhr | 63 : 46 |
| HC Metalurg Mojsovski 22                   | US Ivry Handball Ruiz 8                | 34 : 25 (18 : 11)    | 29 : 21 (12 : 06)    | 63 : 46 |
| HC Metalurg Mojsovski 22                   | US Ivry Handball Ruiz 8                | 1.200 Zuschauer      | 1.000 Zuschauer      | 63 : 46 |

## Achtelfinale
Es nahmen die 16 Sieger der 3. Runde teil.

Die Auslosung des Achtelfinales fand am 30. November 2010 um 11:00 Uhr (UTC+2) in Wien statt.

Die Hinspiele fanden am 19./20. Februar 2011 statt. Die Rückspiele fanden am 25./26./27. Februar 2011 statt.

### Qualifizierte Teams
| - TBV Lemgo (Titelverteidiger) - BSV Bjerringbro Silkeborg - Ademar León - RK Velenje - Frisch Auf Göppingen - Naturhouse La Rioja - Nordsjælland Håndbold - St. Raphael Var Handball | - GC Amicitia Zürich - Tatabánya Carbonex KC - TV Grosswallstadt - SKIF-Krasnodar - A1 Bregenz - FC Porto/Vitalis - Beşiktaş JK - HC Metalurg |

### Ausgeloste Spiele und Ergebnisse
| Mannschaft 1                           | Mannschaft 2                    | Hinspiel             | Rückspiel            | Gesamt  |
| -------------------------------------- | ------------------------------- | -------------------- | -------------------- | ------- |
| FC Porto/Vitalis Andrade 9             | Ademar León Straňovský 11       | 20.02. So. 17:00 Uhr | 26.02. Sa. 18:00 Uhr | 53 : 58 |
| FC Porto/Vitalis Andrade 9             | Ademar León Straňovský 11       | 26 : 25 (14 : 13)    | 27 : 33 (13 : 15)    | 53 : 58 |
| FC Porto/Vitalis Andrade 9             | Ademar León Straňovský 11       | 1.500 Zuschauer      | 3.000 Zuschauer      | 53 : 58 |
| Nordsjælland Håndbold Slundt 13        | GC Amicitia Zürich Sidorowiz 16 | 20.02. So. 14:00 Uhr | 27.02. So. 15:45 Uhr | 60 : 49 |
| Nordsjælland Håndbold Slundt 13        | GC Amicitia Zürich Sidorowiz 16 | 33 : 26 (19 : 13)    | 27 : 23 (10 : 10)    | 60 : 49 |
| Nordsjælland Håndbold Slundt 13        | GC Amicitia Zürich Sidorowiz 16 | 1.200 Zuschauer      | 1.000 Zuschauer      | 60 : 49 |
| St. Raphael Var Handball Caucheteux 14 | SKIF-Krasnodar Mjagkow 13       | 19.02. Sa. 20:00 Uhr | 25.02. Fr. 20:00 Uhr | 70 : 51 |
| St. Raphael Var Handball Caucheteux 14 | SKIF-Krasnodar Mjagkow 13       | 38 : 29 (18 : 17)    | 32 : 22 (16 : 12)    | 70 : 51 |
| St. Raphael Var Handball Caucheteux 14 | SKIF-Krasnodar Mjagkow 13       | 2.000 Zuschauer      | 1.500 Zuschauer      | 70 : 51 |
| Frisch Auf Göppingen Oprea 11          | HC Metalurg Mojsovski 11        | 19.02. Sa. 19:30 Uhr | 26.02. Sa. 18:00 Uhr | 48 : 41 |
| Frisch Auf Göppingen Oprea 11          | HC Metalurg Mojsovski 11        | 27 : 21 (12 : 10)    | 21 : 20 (11 : 10)    | 48 : 41 |
| Frisch Auf Göppingen Oprea 11          | HC Metalurg Mojsovski 11        | 3.900 Zuschauer      | 1.200 Zuschauer      | 48 : 41 |
| RK Velenje Simic 14                    | A1 Bregenz Banić 9              | 19.02. Sa. 16:30 Uhr | 27.02. So. 17:00 Uhr | 61 : 41 |
| RK Velenje Simic 14                    | A1 Bregenz Banić 9              | 32 : 15 (16 : 09)    | 29 : 26 (12 : 10)    | 61 : 41 |
| RK Velenje Simic 14                    | A1 Bregenz Banić 9              | 600 Zuschauer        | 1.000 Zuschauer      | 61 : 41 |
| BSV Bjerringbro Silkeborg Nielsen 11   | TV Grosswallstadt Kneer 13      | 20.02. So. 19:00 Uhr | 26.02. Sa. 19:00 Uhr | 49 : 51 |
| BSV Bjerringbro Silkeborg Nielsen 11   | TV Grosswallstadt Kneer 13      | 22 : 22 (11 : 12)    | 27 : 29 (11 : 14)    | 49 : 51 |
| BSV Bjerringbro Silkeborg Nielsen 11   | TV Grosswallstadt Kneer 13      | 1.700 Zuschauer      | 2.700 Zuschauer      | 49 : 51 |
| TBV Lemgo (TV) Theuerkauf 15           | Beşiktaş JK Döne 15             | 19.02. Sa. 19:00 Uhr | 26.02. Sa. 19:00 Uhr | 55 : 53 |
| TBV Lemgo (TV) Theuerkauf 15           | Beşiktaş JK Döne 15             | 27 : 25 (12 : 11)    | 28 : 28 (15 : 11)    | 55 : 53 |
| TBV Lemgo (TV) Theuerkauf 15           | Beşiktaş JK Döne 15             | 3.000 Zuschauer      | 650 Zuschauer        | 55 : 53 |
| Naturhouse La Rioja Juarez Minguez 13  | Tatabánya Carbonex KC Pordán 13 | 19.02. Sa. 20:00 Uhr | 26.02. Sa. 18:00 Uhr | 64 : 56 |
| Naturhouse La Rioja Juarez Minguez 13  | Tatabánya Carbonex KC Pordán 13 | 39 : 26 (18 : 13)    | 25 : 30 (13 : 14)    | 64 : 56 |
| Naturhouse La Rioja Juarez Minguez 13  | Tatabánya Carbonex KC Pordán 13 | 2.500 Zuschauer      | 1.000 Zuschauer      | 64 : 56 |

## Viertelfinale
Es nahmen die acht Sieger aus dem Achtelfinale teil.

Die Auslosung des Viertelfinales fand am 1. März 2011 um 11:00 Uhr (UTC+2) in Wien statt.

Die Hinspiele fanden am 26./27. März 2011 statt. Die Rückspiele fanden am 3. April 2011 statt.

### Qualifizierte Teams
| - TBV Lemgo (Titelverteidiger) - Ademar León - RK Velenje - Frisch Auf Göppingen | - Naturhouse La Rioja - Nordsjælland Håndbold - St. Raphael Var Handball - TV Grosswallstadt |

### Ausgeloste Spiele und Ergebnisse
| Mannschaft 1                         | Mannschaft 2                                | Hinspiel             | Rückspiel            | Gesamt  |
| ------------------------------------ | ------------------------------------------- | -------------------- | -------------------- | ------- |
| St. Raphael Var Handball Megannem 12 | TV Grosswallstadt Weinhold 14               | 26.03. Sa. 20:00 Uhr | 03.04. So. 17:30 Uhr | 55 : 56 |
| St. Raphael Var Handball Megannem 12 | TV Grosswallstadt Weinhold 14               | 32 : 31 (15 : 17)    | 23 : 25 (09 : 11)    | 55 : 56 |
| St. Raphael Var Handball Megannem 12 | TV Grosswallstadt Weinhold 14               | 2.200 Zuschauer      | 2.600 Zuschauer      | 55 : 56 |
| Frisch Auf Göppingen Schöne 11       | RK Velenje Musa 9                           | 27.03. So. 17:30 Uhr | 03.04. So. 17:00 Uhr | 55 : 46 |
| Frisch Auf Göppingen Schöne 11       | RK Velenje Musa 9                           | 33 : 20 (18 : 08)    | 22 : 26 (10 : 11)    | 55 : 46 |
| Frisch Auf Göppingen Schöne 11       | RK Velenje Musa 9                           | 3.200 Zuschauer      | 500 Zuschauer        | 55 : 46 |
| Ademar León Straňovský 13            | TBV Lemgo (TV) Theuerkauf 11                | 26.03. Sa. 18:00 Uhr | 03.04. So. 17:00 Uhr | 52 : 61 |
| Ademar León Straňovský 13            | TBV Lemgo (TV) Theuerkauf 11                | 27 : 31 (13 : 15)    | 25 : 30 (13 : 14)    | 52 : 61 |
| Ademar León Straňovský 13            | TBV Lemgo (TV) Theuerkauf 11                | 4.500 Zuschauer      | 3.000 Zuschauer      | 52 : 61 |
| Nordsjælland Håndbold Slundt 16      | Naturhouse La Rioja Tioumentsev Barabash 14 | 26.03. Sa. 14:30 Uhr | 03.04. So. 19:30 Uhr | 60 : 63 |
| Nordsjælland Håndbold Slundt 16      | Naturhouse La Rioja Tioumentsev Barabash 14 | 31 : 29 (17 : 11)    | 29 : 34 (14 : 17)    | 60 : 63 |
| Nordsjælland Håndbold Slundt 16      | Naturhouse La Rioja Tioumentsev Barabash 14 | 1.200 Zuschauer      | 3.000 Zuschauer      | 60 : 63 |

## Halbfinale
Es nahmen die vier Sieger aus dem Viertelfinale teil.

Die Auslosung des Halbfinales fand am 5. April 2011 um 11:00 Uhr (UTC+2) in Wien statt.

Die Hinspiele fanden am 23. April 2011 statt. Die Rückspiele fanden am 1. Mai 2011 statt.

### Qualifizierte Teams
| - TBV Lemgo (Titelverteidiger) - Frisch Auf Göppingen | - Naturhouse La Rioja - TV Grosswallstadt |

### Ausgeloste Spiele und Ergebnisse
| Mannschaft 1                     | Mannschaft 2                   | Hinspiel             | Rückspiel            | Gesamt  |
| -------------------------------- | ------------------------------ | -------------------- | -------------------- | ------- |
| TBV Lemgo (TV) Liniger 10        | TV Grosswallstadt Kneer 11     | 23.04. Sa. 16:45 Uhr | 01.05. So. 18:00 Uhr | 49 : 56 |
| TBV Lemgo (TV) Liniger 10        | TV Grosswallstadt Kneer 11     | 24 : 26 (13 : 15)    | 25 : 30 (14 : 15)    | 49 : 56 |
| TBV Lemgo (TV) Liniger 10        | TV Grosswallstadt Kneer 11     | 3.000 Zuschauer      | 2.600 Zuschauer      | 49 : 56 |
| Frisch Auf Göppingen Kaufmann 19 | Naturhouse La Rioja Praznik 10 | 23.04. Sa. 19:30 Uhr | 01.05. So. 19:00 Uhr | 61 : 55 |
| Frisch Auf Göppingen Kaufmann 19 | Naturhouse La Rioja Praznik 10 | 32 : 23 (13 : 14)    | 29 : 32 (13 : 14)    | 61 : 55 |
| Frisch Auf Göppingen Kaufmann 19 | Naturhouse La Rioja Praznik 10 | 3.300 Zuschauer      | 3.000 Zuschauer      | 61 : 55 |

## Finale
Es nahmen die zwei Sieger aus dem Halbfinale teil.

Die Auslosung des Finales fand am 2. Mai 2011 in Köln statt.

Das Hinspiel fand am 15. Mai 2011, das Rückspiel am 21. Mai 2011 statt.

### Qualifizierte Teams
| - TV Großwallstadt - Frisch Auf Göppingen |

### Ausgeloste Spiele und Ergebnisse
| Mannschaft 1         | Mannschaft 2     | Hinspiel             | Rückspiel            | Gesamt  |
| -------------------- | ---------------- | -------------------- | -------------------- | ------- |
| Frisch Auf Göppingen | TV Großwallstadt | 15.05. So. 19:15 Uhr | 21.05. Sa. 17:45 Uhr | 53 : 47 |
| Frisch Auf Göppingen | TV Großwallstadt | 23 : 21 (13 : 8)     | 30 : 26 (15 : 9)     | 53 : 47 |

### Hinspiel
Frisch Auf Göppingen – TV Grosswallstadt  23 : 21 (13 : 08)
15. Mai 2011 in Göppingen, EWS Arena, 5.000 Zuschauer.
Frisch Auf Göppingen: Tahirović, Weiner – Kaufmann (8), Haaß   (5), Horák (4), Schöne   (2), Thiede (2), Oprea (1), Späth   (1), Anušić , Häfner, Kneule, Schubert
TV Grosswallstadt: Andersson, Wolff – Spatz (5), Tiedtke  (3), Kneer (2), Köhrmann (2), Larsson  (2), Schäpsmeier  (2), Szücs  (2), Weinhold (2), Kunz  (1), Jakobsson   , Kossler, Reuter
Schiedsrichter:  Jens Nybo und Leif Poulsen
Quelle: Spielbericht

### Rückspiel
TV Grosswallstadt – Frisch Auf Göppingen  26 : 30 (09 : 15)
21. Mai 2011 in Elsenfeld, Sparkassen-Arena, 2.600 Zuschauer.
TV Grosswallstadt: Andersson, Wolff – Kneer  (6), Kunz (5), Tiedtke (5), Weinhold (3), Kossler (2), Schäpsmeier  (2), Spatz  (2), Larsson (1), Jakobsson   , Köhrmann, Reuter, Szücs 
Frisch Auf Göppingen: Tahirović, Weiner – Kaufmann (7), Schöne (6), Thiede (5), Horák (3), Mrvaljević  (3), Oprea  (3), Kneule (2), Haaß  (1), Anušić   , Häfner, Schubert, Späth 
Schiedsrichter:  Kim Andersen und Per Morten Sodal
Quelle: Spielbericht